# نوريا مارتينيز
نوريا مارتينيز (بالإسبانية: Nuria Martínez)‏ مواليد 29 فبراير 1984، هي لاعبة كرة سلة إسبانية. بدأت مسيرتها الاحترافية في سنة 2002. تم اختيارها من قبل فريق ساكرامنتو موناركس خلال الدرافت. وتحمل الرقم 1. يبلغ طولها 5 قدم 9 بوصة (1.8 م). مثلت منتخب بلادها. شاركت في دورة الألعاب الأولمبية الصيفية سنة 2004. حققت المركز الثاني في كأس العالم لكرة السلة للسيدات 2014.

## المسيرة الاحترافية
لعبت مع نادي أفينيدا لكرة السلة للسيدات من سنة 2003 إلى 2006، ثم لعبت مع مينيسوتا لينكس في سنة 2005، ثم لعبت مع نادي سكيو لكرة السلة للسيدات في موسم 2008–2009، ثم لعبت مع مينيسوتا لينكس في سنة 2010، ثم لعبت مع روس كاسارس فالنسيا في موسم 2010–2011.

## سجل المنافسة
شاركت في المنافسات التالية:
- الألعاب الأولمبية الصيفية 2004
- الألعاب الأولمبية الصيفية 2008
- كأس العالم لكرة السلة للسيدات 2010
- كأس العالم لكرة السلة للسيدات 2014

## الميداليات
| الميدالية | المسابقة                                 |
| --------- | ---------------------------------------- |
| فضية      | كأس العالم لكرة السلة للسيدات 2014       |
| برونزية   | بطولة كأس العالم لكرة السلة للسيدات 2010 |

## روابط خارجية
- نوريا مارتينيز على موقع الاتحاد الدولي لكرة السلة (الإنجليزية)
- نوريا مارتينيز على موقع الاتحاد الوطني لكرة السلة النسائية (الإنجليزية)
- نوريا مارتينيز على موقع كرة السلة الأوروبية.كوم (الإنجليزية)
- نوريا مارتينيز على موقع بروبوليرز (الإنجليزية)
- نوريا مارتينيز على موقع سبورتس رفرنس (الإنجليزية)
- نوريا مارتينيز على موقع سبورتس رفرنس (الإنجليزية)
- نوريا مارتينيز على موقع اللجنة الأولمبية الدولية (الإنجليزية)
- نوريا مارتينيز على موقع أوليمبيديا (الإنجليزية)